# 台安駅
台安駅（たいあんえき）は、中華人民共和国遼寧省鞍山市台安県にある、中国鉄路総公司（CR）京哈線（秦瀋旅客専用線）の駅。瀋陽鉄道局所属の4等駅に設定されている。

## 駅構造
相対式ホーム2面2線を持つ。中央の2線は通過線（本線）となっており、ホームに接しているのは副本線である。

## 駅周辺
- 公鉄客運分撥中心

## 歴史
- 2003年 - 開業。

## 隣の駅
中国鉄路総公司
京哈線（秦瀋旅客専用線）
盤錦北駅 - 台安駅 - 遼中駅